# 哈定縣 (南達科他州)
哈定縣（英語：Harding County）是美國南達科他州西北角的一個縣，西鄰蒙大拿州，北鄰北達科他州。面積6,935平方公里。根据美國2000年人口普查，共有人口
1353人。縣治布法羅 （Buffalo）。
成立於1881年，1898年被劃入布尤特縣，1908年又與之分離。縣名紀念達科他準州眾議院院長J. A. Harding。